# Cheval au Yémen
L'histoire du cheval au Yémen est liée à l'expansion du cheval arabe, à travers un commerce florissant jusqu'au XIXe siècle. Les Yéménites élèvent plusieurs races de chevaux.

## Histoire
Le cheval arabe est introduit très tôt dans l'actuel Yémen. Le fameux traité d'hippologie le Nâçerî rapporte qu'en 728 de l'hégire (ce qui correspond aux années 1327 et 1328 de l'ère chrétienne), une épizootie a décimé les chevaux du Yémen, et s'est propagée jusqu'à La Mecque. La maladie y est décrite comme « de mauvaise nature et rapidement mortelle », impossible à identifier et à soigner. Le Nâçerî décrit la maladie frappant des chevaux en pleine santé occupés à manger, qui s'effondraient en laissant échapper une sorte de mucus de leurs narines, puis baissaient la tête vers le sol, avant de tomber morts. La foire aux chevaux d'Aden aurait subi des pertes « par masses », des animaux tombant raides morts avant que l'acheteur et le vendeur n'aient eu le temps de finir de négocier.
Le commerce de chevaux constitue néanmoins longtemps une activité florissante, les animaux étant généralement acquis à Şan‘ā’, mais le cheptel décline en qualité et en quantité au cours des XIXe et XXe siècles. En 1866, une chronique fait état de peu d'élevage équin de la part des yéménites, l'animal étant « rare ».
Le journaliste français Homéric témoigne (2014) avoir recherché au Yémen les chevaux arabes décrits au XIXe siècle, mais n'avoir vu que trois chevaux maltraités et enfourchés comme des mobylettes durant son séjour.

## Élevage

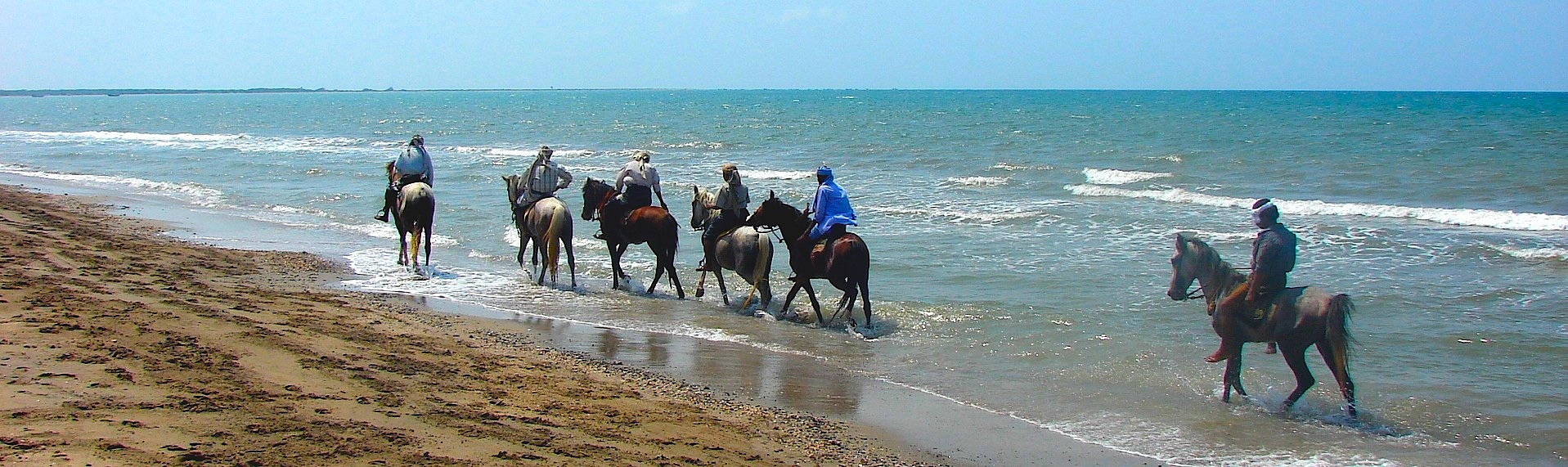
Groupe de cavaliers au bord de la mer Rouge.

La base de données DAD-IS répertorie 7 races de chevaux élevées actuellement ou par le passé au Yémen : l'Abeia, le Dahmaa, le Giawf, le Jofi, l'Omarqoub, le Saqallwiya et le Shweimaa. L'étude de l'Université de l'Oklahoma distingue trois grands types de chevaux au Yémen : le Shami dans la partie désertique du nord, le Nagdi dans le désert central, et le cheval yéménite proprement dit, dans le Sud-Ouest. L'étude de CAB International (2016) cite également le « cheval yéménite », clairement distinct des deux autres types, qui sont plutôt des « chevaux du désert ». 
En 2007, le cheptel de chevaux au Yémen est estimé être de 4 600, toutes races confondues. Les régions d'élevage sont concentrées vers Tihama, Gawf, Dhamar et Ta'izz. 
Les yéménites élèvent deux lignées de chevaux arabes réputées descendre des Al Khamsa, la lignée Abeya (Abeia) et la lignée Saklawi (Saqallwiya).